# Adolf D'Hulst
Adolf D'Hulst (Wortegem, 17 januari 1851 – Gent, 25 december 1916) was een Vlaams organist en orgelcomponist.

## Levensloop
D'Hulst kreeg zijn eerste orgellessen van zijn oom die koster en organist was in de kerk van Wortegem. Reeds op 8-jarige leeftijd begon hij het orgel in de plaatselijke kerk te bespelen.
In 1871 schreef D'Hulst zich in aan het Koninklijk Conservatorium te Gent en studeerde orgel bij Joseph Tilborghs en contrapunt en fuga bij directeur Adolphe Samuel. Na een jaar lang organist geweest te zijn in het Paleis voor Volksvlijt te Amsterdam (1878-1879) werd D'Hulst lesgever voor orgel en contrapunt aan het Koninklijk Conservatorium te Gent, eerst als assistent van Tilborghs en daarna als diens opvolger. Van 1883 tot 1887 was hij directeur van de muziekschool te Waregem.

## Werken
Als componist schreef hij een vijftigtal werken waaronder:
- Exodus (bijbels tafereel in vier delen voor soli, koor, orgel en orkest)
- Van Houtte-cantate (voor soli, koor en orkest)
- Caeli ennarant gloriam Dei (voor vier stemmen a capella)

- MusicBrainz: 46e2ebea-8b93-4c18-b9c6-17d81599e72a
- Virtual International Authority File: 2520149844946702960009